# 11987 Yonematsu
11987 Yonematsu este un asteroid din centura principală de asteroizi.

## Descriere
11987 Yonematsu este un asteroid din centura principală de asteroizi. A fost descoperit pe 15 noiembrie 1995 la Kitami de Kin Endate și Kazuro Watanabe. Asteroidul prezintă o orbită caracterizată de o semiaxă mare de 2,70 ua, o excentricitate de 0,09 și o înclinație de 13,8° în raport cu ecliptica.